# Stanisław Stadnicki (zm. 1542)
Stanisław Stadnicki herbu Szreniawa bez Krzyża (zm. w 1542 roku) – kasztelan zawichojski w 1535 roku, kasztelan sanocki w latach 1530–1535, podkomorzy  przemyski w latach 1523–1530, dworzanin królewski.
Syn Mikołaja Stadnickiego kasztelana przemyskiego i  Barbary - córki Jana Gałki- burgrabiego krakowskiego, brat Andrzeja kasztelana sanockiego.
Założył szkołę dla młodzieży szlacheckiej w Dubiecku. W 1521, po bezpotomnej śmierci brata Jana, otrzymał Niedźwiedź, Krzelów, Swaryszów, Stoczków i Tarnawę. 18 kwietnia 1523 dostał swój pierwszy urząd ziemski, podkomorstwo przemyskie. Po rezygnacji Klemensa Kamienieckiego otrzymał 2 sierpnia 1530 kasztelanię sanocką, w marcu 1533 dostał w zarząd starostwo korczyńskie. Poseł na sejm piotrkowski 1533 roku z ziemi krakowskiej. 25 listopada 1535 otrzymał wakującą po Janie Spytku Tarnowskim kasztelanię zawichojską. Wielokrotnie wyznaczany  był przez króla na komisarza do rozgraniczenia dóbr i sporów sąsiedzkich w starostwie przemyskim. W 1539 był asesorem sądu nadwornego w Krakowie. Po 19 września 1541, zapewne z powodu choroby, nie przejawiał aktywności publicznej. 5 marca 1542 zrezygnował ze starostwa korczyńskiego. Wkrótce potem widocznie zmarł, skoro nie zdążył rozliczyć się z dochodów starostwa, rozliczył je 26 lipca 1542, syn Stanisław.
Ożenił się z Natalią córką Andrzeja Kmity (zm. 1493/94) – starosty bełskiego. 
Miał syna Stanisława Mateusza, który pełnił funkcję kasztelana sanockiego oraz córkę Barbarę żonę Jakuba Ostroroga starosty generalnego Wielkopolski.
Jego wnukami byli: Marcin Stadnicki oraz Stanisław Stadnicki zwany "Diabłem Łańcuckim".